# Каріаті
Каріаті, або Кар'яті (італ. Cariati, сиц. Cariati) — муніципалітет в Італії, у регіоні Калабрія,  провінція Козенца.
Каріаті розташоване на відстані близько 470 км на південний схід від Рима, 75 км на північний схід від Катандзаро, 65 км на схід від Козенци.
Населення — 8504 особи (2014).
Щорічний фестиваль відбувається 6 листопада. Покровитель — San Leonardo.

## Демографія
Населення за роками:

Станом на 1 січня 2023 року в муніципалітеті офіційно проживало 528 іноземців з 33 країн, серед них 271 громадянин країн Євросоюзу та 35 громадян України.

## Сусідні муніципалітети
- Круколі
- Скала-Коелі
- Терравеккія